# Muzeum horské ekologie a historie ochrany přírody v ukrajinských Karpatech
Muzeum horské ekologie a historie ochrany přírody v ukrajinských Karpatech je v rachovské ulici Krásné Pleso mezi Rachovem a vesnicí Vilchovatyj, v Rachovskému okresu v Zakarpatské oblasti Ukrajiny.
Muzeum funguje jako informační, ekologické, vzdělávací a historicko-kulturní centrum Karpatské biosférické rezervace. Jedná se o jediný takový muzejní komplex na Ukrajině, jehož činnost je zaměřena na řešení ekologických problémů regionu.
Expozice muzea se skládá ze dvou oddělení:
- Příroda Karpat — historie Karpat, jejich geologie, geomorfologie, hlavní typy krajiny, flóra a fauna atd.;
- Využití přírody v ukrajinských Karpatech — od kolonizace po současnost; tradice a kultura ukrajinských horalů. Část expozice seznamuje s historií a kulturou karpatských národů: Huculů, Bojků a Lemků.

Jsou zde dvě dioráma: krasová jeskyně a bukový prales na Ugolce.
Muzeum má informační centrum, které shromažďuje a zpracovává informace o životním prostředí, věnuje se environmentální výchově, pořádá semináře a další akce s environmentální tematikou.